# (22276) Belkin
Pour les articles homonymes, voir Belkin (homonymie).
(22276) Belkin est un astéroïde de la ceinture principale.

## Description
(22276) Belkin est un astéroïde de la ceinture principale. Il fut découvert le 21 octobre 1982 à Naoutchnyï par Lioudmila Jouravliova. Il présente une orbite caractérisée par un demi-grand axe de 2,62 UA, une excentricité de 0,34 et une inclinaison de 7,9° par rapport à l'écliptique.